# 花利·格蘭加
花利·格蘭加（英語：Farley Granger，1925年7月1日—2011年3月27日），1940至50年代美國荷里活演員，代表作為緊張大師亞弗列德·希區考克1948年的《奪魂索》及1951年的《火車怪客》。

## 生平
格蘭加全名Farley Earle Granger，在加州聖荷西（San Jose）出生。父親與他同名，擁有一間汽車經銷店，而母親則名Eva，閨姓Hopkins。格蘭加兒時家庭相當富有，一家人常到聖塔克魯茲縣的海灘別墅度假。
在1929年華爾街股災後，父親被迫變賣兩間房子，一家搬到汽車經銷店上的小公寓。

### 私人生活
格蘭加是雙性戀者，更於2007年與同性伴侶Robert Calhoun一起寫的自傳中「出櫃」。
於1947年拍攝《奪魂索》期間，格蘭加與該電影的編劇亞瑟·勞倫斯（Arthur Laurents）開始約會，兩人於一年後分手。

## 演出作品
- 《奪魂索》(1948)
- 《火車怪客》(1951)
- 《多情自古空餘恨》(1954)
- 《蛇》 (1973)

## 外部連結
- 花利·格蘭加在互联网电影资料库（IMDb）上的資料（英文）
- 互聯網百老匯資料庫（IBDB）上花利·格蘭加的資料（英文）
- The Guardian interview with Granger and Patricia Hitchcock O'Connell （页面存档备份，存于）